# しらつゆの怪
『しらつゆの怪』（しらつゆのかい）は、オトメイトから2013年8月1日に発売されたPlayStation Portable用恋愛アドベンチャーゲーム。

## 解説
本作はテキストアドベンチャーの体裁をとっているが、特定の場所で探索パートと呼ばれるシステムにうつる。
探索パートでは、画面内のアイテムにカーソルを合わせて調べることができるが、情報が不足していると調べられない場所も存在する。

## 登場人物
市川露葉（いちかわ つゆは）
本作の主人公。
両親を幼いころに亡くして以来伸の祖父に育てられ、その祖父の没後伸に引き取られた。
三谷湊巳（みたに そうし）
声 - 日野聡
良太の双子の兄だが、二卵性のため兄弟同士あまり似ていない。両親の離婚後母に引き取られた。
塚本良太（つかもと りょうた）
声 - 松岡禎丞
湊巳の弟。テンションの高い兄と清春を右フックで鎮めることが多い。
千家清春（せんけ きよはる）
声 - 森久保祥太郎
双子たちの幼馴染。勉強は苦手だが機械いじりは得意。
志摩孝臣（しま たかおみ）
声 - 柿原徹也
双子たちの幼馴染。高校は別だがたびたび会っている模様。かなりの大食漢。
神田千明（かんだ ちあき）
声 - 杉山紀彰
孝臣のルームメイト。
中町伸（なかまち しん）
声 - 森田成一
露葉の養父。口は悪い上に就業時間が不規則な職業に就いているため団欒することはまれだが、養女想い。
天邪鬼（あまのじゃく）
声 - 日野聡
生贄の儀式のあった村の近くで祀られていた妖怪。
椿（つばき）
声 - 藤咲かおり
生贄。
狐（きつね）
声 - 井口祐一
狐の面をかぶった銀髪の人物。

## 主題歌
オープニングテーマ「あやかしが招く夜」
作詞 - 江幡育子 / 作曲・編曲 - 磯江俊道 / 歌・演奏 - CRYED（Vo.ワタナベカズヒロ）
エンディングテーマ「掟つしらつゆ」
作詞 - 江幡育子 / 作曲・編曲 - 磯江俊道 / 歌 - いとうかなこ
挿入歌「Sanctuary」
作詞 - KENN、ミカヅキヒナノ / 作曲 - MIKOTO / 編曲 - SHIKI / 歌 - KENN

## 漫画
しらつゆの怪 〜廻りの章〜
脚本：オトメイト 、片岡色 / 作画：空揚羽、『月刊Gファンタジー』（スクウェア・エニックス）連載、2013年8月号 - 2014年9月号
1. 2014年4月26日発売、ISBN 978-4757543003
2. 2014年10月27日発売、ISBN 978-4757544550

## ドラマCD
しらつゆの怪 ドラマCD 〜露の葉〜
2013年09月04日発売、ティームエンタテインメント、KDSD-00645